# Comuna Iuliampil, Șarhorod
Iuliampil (în ucraineană Юліямпіль) este o comună în raionul Șarhorod, regiunea Vinnița, Ucraina, formată din satele Iarove și Iuliampil (reședința).

## Demografie
Componența lingvistică a satului Iuliampil
     Ucraineană (99,33%)
     Alte limbi (0,67%)
Conform recensământului din 2001, majoritatea populației satului Iuliampil era vorbitoare de ucraineană (99,33%), existând în minoritate și vorbitori de alte limbi.